# Kathryn Gordon
Kathryn Gordon est une actrice américaine.

## Filmographie

### Cinéma
| Année | Titre                                    | Rôle         | Notes      |
| ----- | ---------------------------------------- | ------------ | ---------- |
| 2001  | Hal Buckley                              | Mary         | Short film |
| 2002  | Side Effects                             | Crystal      | Short film |
| 2003  | The Hebrew Hammer                        | Bambi        |            |
| 2003  | Charlie 2.0                              | Valerie      | Short film |
| 2004  | The Least Likely Candidate               | Mary Douglas |            |
| 2008  | For Heaven's Sake                        | Amy          |            |
| 2010  | What's the Harm?                         | Scott's Wife | Short film |
| 2011  | Hatched: A Tale of Great Egg-spectations | Lindsay      | Short film |
| 2012  | Karaoke Man                              | Rebecca      |            |
| 2014  | Mother's Day                             | Mrs. Goldman | Short film |

### Télévision
| Année     | Titre                 | Rôle              | Notes                                             |
| --------- | --------------------- | ----------------- | ------------------------------------------------- |
| 1999      | Associées pour la loi | Bernadette Norman | Holt vs. Holt                                     |
| 2000      | Titus                 | Chastity / Taylor | The Last Noelle                                   |
| 2001      | DAG                   | Spirit Feinberg   | The Interrogation                                 |
| 2002      | Hôpital central       | Annie Calloway    | TV series                                         |
| 2003      | Dragnet               | Kathleen Anderson | Slice of Life                                     |
| 2004      | Dr Vegas              | Ashley            | Lust for Life                                     |
| 2005-2007 | Les 4400              | Heather Tobey     | Recurring role                                    |
| 2007      | K-Ville               | Sarah Rogate      | Bedfellows                                        |
| 2008      | Mon oncle Charlie     | Jess              | Winky-Dink Time                                   |
| 2009      | 24 heures chrono      | Patricia Eames    | Day 7: 2:00 am - 3:00 am                          |
| 2010      | Twentysixmiles        | Erin Mitchell     | The Flying Nun, Switch                            |
| 2011      | The Icarus II Project | Mia               | "Jessica", "Marcus", "Mia"                        |
| 2011      | The Doctor            | Nurse Jane        | TV film                                           |
| 2014      | Mistresses            | Vanessa Cross     | "Rebuild", "Open House", "An Affair to Surrender" |
| 2014      | Elementary            | Bella (voix)      | "Bella"                                           |